# Adolfo Consolini
Adolfo Consolini (ur. 5 stycznia 1917 w Costermano, zm. 20 grudnia 1969 w Mediolanie) – włoski lekkoatleta, dyskobol, dwukrotny medalista olimpijski i trzykrotny mistrz Europy.
Na międzynarodowych arenach debiutował już przed wojną, ostatnie starty zaliczył grubo po czterdziestce. Na mistrzostwach Europy w 1938 w Paryżu zajął 5. miejsce. 26 października 1941 ustanowił w Mediolanie rekord świata rzutem na odległość 53,34 m. 14 kwietnia 1946 w Mediolanie poprawił ten rekord osiągając 54,23 m.
Zdobył złoty medal na mistrzostwach Europy w 1946 w Oslo. Powtórzył ten sukces na igrzyskach olimpijskich w 1948 w Londynie, gdzie ustanowił rekord olimpijski wynikiem 52,78. 10 października 1948 w Mediolanie po raz trzeci ustanowił rekord świata wynikiem 55,33 m. Obronił tytuł na mistrzostwach Europy w 1950 w Brukseli.
Na igrzyskach olimpijskich w 1952 w Helsinkach nie udało mu się obronić mistrzostwa olimpijskiego, ale zdobył srebrny medal za Amerykaninem Simem Inessem. Po raz trzeci zwyciężył na mistrzostwach Europy w 1954 w Bernie.
Startował w późniejszych latach, ale już nie zdobywał medali na wielkich imprezach. Na igrzyskach olimpijskich w 1956 w Melbourne zajął 6. miejsce. Takie samo miejsce miał na mistrzostwach Europy w 1958 w Sztokholmie. Na igrzyskach olimpijskich w 1960 w Rzymie składał ślubowanie olimpijskie. W zawodach zajął 17. miejsce.
15 razy był mistrzem Włoch w rzucie dyskiem. Jego rekord życiowy pochodził z 1955 i wynosił 56,98 m. Wycofał się z wyczynowego uprawiania sportu w 1960, ale rzucał dyskiem rekreacyjnie. W wieku 52 lat rzucił 43,94 m. Pięć miesięcy później zmarł na wirusowe zapalenie wątroby.